# Clephydroneura semirufa
Clephydroneura semirufa là một loài ruồi trong họ Asilidae. Clephydroneura semirufa được Oldroyd miêu tả năm 1938. Loài này phân bố ở miền Ấn Độ - Mã Lai.